# Euphyia plagifuscata
Euphyia plagifuscata är en fjärilsart som beskrevs av Edward Meyrick 1917. Euphyia plagifuscata ingår i släktet Euphyia och familjen mätare. Inga underarter finns listade i Catalogue of Life.